# Ravenhall
Ravenhall är en del av en befolkad plats i Australien. Den ligger i kommunen Melton och delstaten Victoria, omkring 19 kilometer väster om delstatshuvudstaden Melbourne. Antalet invånare är 911.
Runt Ravenhall är det mycket tätbefolkat, med 1 361 invånare per kvadratkilometer.. Närmaste större samhälle är Melbourne, omkring 19 kilometer öster om Ravenhall.
Runt Ravenhall är det i huvudsak tätbebyggt. Genomsnittlig årsnederbörd är 971 millimeter. Den regnigaste månaden är juni, med i genomsnitt 115 mm nederbörd, och den torraste är januari, med 34 mm nederbörd.